# Championnat du monde de rink hockey masculin juniors 2011
Navigation
Édition précédente Édition suivante
La 5e édition des championnats du monde de rink hockey masculin juniors (en Portugais : V Campeonato Mundial Sub 20 Hoquei em Patins) s'est déroulée du 11 au 19 septembre 2011 à Barcelos au Portugal. L'Espagne remporta cette édition face à l'équipe du pays hôte sur un score de 7 à 2. L'Espagne remettra son titre en jeu en 2013.

## Équipes
15 équipes prennent part à la compétition. Au regard des résultats du Championnat du monde Juniors de rink hockey 2009 à Bassano (Italie), ces 15 sélections sont réparties en quatre groupes :
| Groupe A | Groupe B | Groupe C   | Groupe D       |
| -------- | -------- | ---------- | -------------- |
| Espagne  | Portugal | Argentine  | Italie         |
| Suisse   | France   | Chili      | Allemagne      |
| Colombie | Angola   | Angleterre | Afrique du Sud |
|          | Autriche | Inde       | États-Unis     |

## Résultats

### Phase de groupe

#### Légende
Voici la légende des abréviations utilisées dans les classements des groupes.
| Pts = Nombre de points J = Nombre de matchs joués G = Nombre de matchs gagnés N = Nombre de matchs nuls P = Nombre de matchs perdus |

#### Groupe A
| Rang | Équipe   | Pts | J | G | N | P | Bp | Bc | Diff |  | Résultats |  |     |     |
| ---- | -------- | --- | - | - | - | - | -- | -- | ---- |  | --------- |  | --- | --- |
| 1    | Espagne  | 6   | 2 | 2 | 0 | 0 | 11 | 3  | +8   |  | Espagne   |  | 3-0 | 8-3 |
| 2    | Suisse   | 3   | 2 | 1 | 0 | 1 | 3  | 5  | -2   |  | Suisse    |  |     | 3-2 |
| 3    | Colombie | 0   | 2 | 0 | 0 | 2 | 5  | 11 | -6   |  | Colombie  |  |     |     |

#### Groupe B
| Rang | Équipe   | Pts | J | G | N | P | Bp | Bc | Diff |  | Résultats |  |     |     |      |
| ---- | -------- | --- | - | - | - | - | -- | -- | ---- |  | --------- |  | --- | --- | ---- |
| 1    | Portugal | 9   | 3 | 3 | 0 | 0 | 51 | 7  | +44  |  | Portugal  |  | 7-3 | 6-3 | 38-1 |
| 2    | France   | 6   | 3 | 2 | 0 | 1 | 26 | 11 | +15  |  | France    |  |     | 4-3 | 19-1 |
| 3    | Angola   | 3   | 3 | 1 | 0 | 2 | 14 | 12 | +2   |  | Angola    |  |     |     | 8-2  |
| 4    | Autriche | 0   | 3 | 0 | 0 | 3 | 4  | 65 | -61  |  | Autriche  |  |     |     |      |

#### Groupe C
| Rang | Équipe     | Pts | J | G | N | P | Bp | Bc | Diff |  | Résultats  |  |     |     |      |
| ---- | ---------- | --- | - | - | - | - | -- | -- | ---- |  | ---------- |  | --- | --- | ---- |
| 1    | Argentine  | 9   | 3 | 3 | 0 | 0 | 39 | 0  | +39  |  | Argentine  |  | 3-0 | 9-0 | 27-0 |
| 2    | Chili      | 6   | 3 | 2 | 0 | 1 | 18 | 4  | +14  |  | Chili      |  |     | 3-1 | 15-0 |
| 3    | Angleterre | 3   | 3 | 1 | 0 | 2 | 23 | 13 | +10  |  | Angleterre |  |     |     | 22-1 |
| 4    | Inde       | 0   | 3 | 0 | 0 | 3 | 1  | 64 | -63  |  | Inde       |  |     |     |      |

#### Groupe D
| Rang | Équipe         | Pts | J | G | N | P | Bp | Bc | Diff |  | Résultats      |  |     |      |      |
| ---- | -------------- | --- | - | - | - | - | -- | -- | ---- |  | -------------- |  | --- | ---- | ---- |
| 1    | Italie         | 9   | 3 | 3 | 0 | 0 | 55 | 2  | +53  |  | Italie         |  | 8-2 | 21-0 | 26-0 |
| 2    | Allemagne      | 6   | 3 | 2 | 0 | 1 | 65 | 9  | +56  |  | Allemagne      |  |     | 28-1 | 35-0 |
| 3    | Afrique du Sud | 3   | 3 | 1 | 0 | 2 | 12 | 59 | -47  |  | Afrique du Sud |  |     |      | 12-3 |
| 4    | États-Unis     | 0   | 3 | 0 | 0 | 3 | 4  | 66 | -62  |  | États-Unis     |  |     |      |      |

### Phase finale

#### Matchs de classement
|  | 15 septembre 2011 | 15 septembre 2011 | 15 septembre 2011 | 15 septembre 2011 |          |          | 16 septembre 2011 | 16 septembre 2011 | 16 septembre 2011       | 16 septembre 2011       |                         |                         | Match pour la 9e place | Match pour la 9e place | Match pour la 9e place | Match pour la 9e place |
|  |                   |                   |                   |                   |          |          |                   |                   |                         |                         |                         |                         |                        |                        |                        |                        |
|  | 15 septembre 2011 | 15 septembre 2011 | 15 septembre 2011 | 15 septembre 2011 |          |          | 16 septembre 2011 | 16 septembre 2011 | 16 septembre 2011       | 16 septembre 2011       |                         |                         | 17 septembre 2011      | 17 septembre 2011      | 17 septembre 2011      | 17 septembre 2011      |
|  | 15 septembre 2011 | 15 septembre 2011 | 15 septembre 2011 | 15 septembre 2011 |          |          | 16 septembre 2011 | 16 septembre 2011 | 16 septembre 2011       | 16 septembre 2011       |                         |                         | 17 septembre 2011      | 17 septembre 2011      | 17 septembre 2011      | 17 septembre 2011      |
|  | 3e A              | Colombie          | 5                 | 5                 |          |          | 16 septembre 2011 | 16 septembre 2011 | 16 septembre 2011       | 16 septembre 2011       |                         |                         | 17 septembre 2011      | 17 septembre 2011      | 17 septembre 2011      | 17 septembre 2011      |
|  | 3e A              | Colombie          | 5                 | 5                 |          |          | 16 septembre 2011 | 16 septembre 2011 | 16 septembre 2011       | 16 septembre 2011       |                         |                         | 17 septembre 2011      | 17 septembre 2011      | 17 septembre 2011      | 17 septembre 2011      |
|  | 4e B              | Autriche          | 2                 | 2                 |          |          | 16 septembre 2011 | 16 septembre 2011 | 16 septembre 2011       | 16 septembre 2011       |                         |                         | 17 septembre 2011      | 17 septembre 2011      | 17 septembre 2011      | 17 septembre 2011      |
|  | 4e B              | Autriche          | 2                 | 2                 | Colombie | Colombie | 15                | 15                |                         |                         |                         |                         | 17 septembre 2011      | 17 septembre 2011      | 17 septembre 2011      | 17 septembre 2011      |
|  | 15 septembre 2011 |                   |                   |                   | Colombie | Colombie | 15                | 15                |                         |                         |                         |                         | 17 septembre 2011      | 17 septembre 2011      | 17 septembre 2011      | 17 septembre 2011      |
|  |                   |                   | Afrique du Sud    | Afrique du Sud    | 1        | 1        |                   |                   |                         |                         |                         |                         | 17 septembre 2011      | 17 septembre 2011      | 17 septembre 2011      | 17 septembre 2011      |
|  | 3e D              | Afrique du Sud    | Afrique du Sud    | Afrique du Sud    | 1        | 1        | 14                | 14                |                         |                         |                         |                         | 17 septembre 2011      | 17 septembre 2011      | 17 septembre 2011      | 17 septembre 2011      |
|  | 3e D              | Afrique du Sud    | 16 septembre 2011 |                   |          |          | 14                | 14                |                         |                         |                         |                         | 17 septembre 2011      | 17 septembre 2011      | 17 septembre 2011      | 17 septembre 2011      |
|  | 4e C              | Inde              | 4                 | 4                 |          |          |                   |                   |                         |                         |                         |                         | 17 septembre 2011      | 17 septembre 2011      | 17 septembre 2011      | 17 septembre 2011      |
|  | 4e C              | Inde              | 4                 | 4                 | Colombie | Colombie | 2                 | 2                 |                         |                         |                         |                         |                        |                        |                        |                        |
|  | 15 septembre 2011 |                   |                   |                   | Colombie | Colombie | 2                 | 2                 |                         |                         |                         |                         |                        |                        |                        |                        |
|  |                   |                   | Angola            | Angola            | 5        | 5        |                   |                   |                         |                         |                         |                         |                        |                        |                        |                        |
|  | 3e B              | Angleterre        | Angola            | Angola            | 5        | 5        | 19                | 19                |                         |                         |                         |                         |                        |                        |                        |                        |
|  | 3e B              | Angleterre        |                   |                   |          |          |                   |                   |                         |                         |                         |                         |                        |                        |                        |                        |
|  | 4e A              | États-Unis        | 0                 | 0                 |          |          |                   |                   |                         |                         |                         |                         |                        |                        |                        |                        |
|  | 4e A              | États-Unis        | 0                 | 0                 | Angola   | Angola   | 5                 | 5                 | Match pour la 11e place | Match pour la 11e place | Match pour la 11e place | Match pour la 11e place |                        |                        |                        |                        |
|  | 15 septembre 2011 |                   |                   |                   | Angola   | Angola   | 5                 | 5                 | Match pour la 11e place | Match pour la 11e place | Match pour la 11e place | Match pour la 11e place |                        |                        |                        |                        |
|  |                   |                   | Angleterre        | Angleterre        | 2        | 2        |                   |                   | 17 septembre 2011       | 17 septembre 2011       | 17 septembre 2011       | 17 septembre 2011       |                        |                        |                        |                        |
|  | 3e C              | Angola            | Angleterre        | Angleterre        | 2        | 2        |                   |                   | 17 septembre 2011       | 17 septembre 2011       | 17 septembre 2011       | 17 septembre 2011       |                        |                        |                        |                        |
|  | 3e C              | Angola            |                   |                   |          |          |                   |                   |                         | Afrique du Sud          | Afrique du Sud          | 2                       | 2                      |                        |                        |                        |
|  | 4e D              | -                 |                   |                   |          |          |                   |                   |                         | Afrique du Sud          | Afrique du Sud          | 2                       | 2                      |                        |                        |                        |
|  | 4e D              | -                 | Angleterre        | Angleterre        | 7        | 7        |                   |                   |                         |                         |                         |                         |                        |                        |                        |                        |
|  |                   |                   |                   |                   |          |          |                   |                   |                         |                         |                         |                         |                        |                        |                        |                        |

| Places 13 à 15 |  | - |  |  |  |
|                |  |   |  |  |  |

| 16 septembre 2011 | Autriche | 14-3 | États-Unis |  |  |
|                   |          |      |            |  |  |

| 16 septembre 2011 | Autriche | 12-1 | Inde |  |  |
|                   |          |      |      |  |  |

| 17 septembre 2011 | États-Unis | 10-2 | Inde |  |  |
|                   |            |      |      |  |  |

#### Tableau final
|  | Quarts de finale  | Quarts de finale  | Quarts de finale  | Quarts de finale  |           |           | Demi-finales      | Demi-finales      | Demi-finales                  | Demi-finales                  |                               |                               | Finale            | Finale            | Finale            | Finale            |
|  |                   |                   |                   |                   |           |           |                   |                   |                               |                               |                               |                               |                   |                   |                   |                   |
|  | 15 septembre 2011 | 15 septembre 2011 | 15 septembre 2011 | 15 septembre 2011 |           |           | 16 septembre 2011 | 16 septembre 2011 | 16 septembre 2011             | 16 septembre 2011             |                               |                               | 17 septembre 2011 | 17 septembre 2011 | 17 septembre 2011 | 17 septembre 2011 |
|  | 15 septembre 2011 | 15 septembre 2011 | 15 septembre 2011 | 15 septembre 2011 |           |           | 16 septembre 2011 | 16 septembre 2011 | 16 septembre 2011             | 16 septembre 2011             |                               |                               | 17 septembre 2011 | 17 septembre 2011 | 17 septembre 2011 | 17 septembre 2011 |
|  | 1er A             | Espagne           | 6                 | 6                 |           |           | 16 septembre 2011 | 16 septembre 2011 | 16 septembre 2011             | 16 septembre 2011             |                               |                               | 17 septembre 2011 | 17 septembre 2011 | 17 septembre 2011 | 17 septembre 2011 |
|  | 1er A             | Espagne           | 6                 | 6                 |           |           | 16 septembre 2011 | 16 septembre 2011 | 16 septembre 2011             | 16 septembre 2011             |                               |                               | 17 septembre 2011 | 17 septembre 2011 | 17 septembre 2011 | 17 septembre 2011 |
|  | 2e B              | France            | 1                 | 1                 |           |           | 16 septembre 2011 | 16 septembre 2011 | 16 septembre 2011             | 16 septembre 2011             |                               |                               | 17 septembre 2011 | 17 septembre 2011 | 17 septembre 2011 | 17 septembre 2011 |
|  | 2e B              | France            | 1                 | 1                 | Espagne   | Espagne   | 5                 | 5                 |                               |                               |                               |                               | 17 septembre 2011 | 17 septembre 2011 | 17 septembre 2011 | 17 septembre 2011 |
|  | 15 septembre 2011 |                   |                   |                   | Espagne   | Espagne   | 5                 | 5                 |                               |                               |                               |                               | 17 septembre 2011 | 17 septembre 2011 | 17 septembre 2011 | 17 septembre 2011 |
|  |                   |                   | Italie            | Italie            | 2         | 2         |                   |                   |                               |                               |                               |                               | 17 septembre 2011 | 17 septembre 2011 | 17 septembre 2011 | 17 septembre 2011 |
|  | 1er D             | Italie            | Italie            | Italie            | 2         | 2         | 4                 | 4                 |                               |                               |                               |                               | 17 septembre 2011 | 17 septembre 2011 | 17 septembre 2011 | 17 septembre 2011 |
|  | 1er D             | Italie            | 16 septembre 2011 |                   |           |           | 4                 | 4                 |                               |                               |                               |                               | 17 septembre 2011 | 17 septembre 2011 | 17 septembre 2011 | 17 septembre 2011 |
|  | 2e C              | Chili             | 1                 | 1                 |           |           |                   |                   |                               |                               |                               |                               | 17 septembre 2011 | 17 septembre 2011 | 17 septembre 2011 | 17 septembre 2011 |
|  | 2e C              | Chili             | 1                 | 1                 | Espagne   | Espagne   | 7                 | 7                 |                               |                               |                               |                               |                   |                   |                   |                   |
|  | 15 septembre 2011 |                   |                   |                   | Espagne   | Espagne   | 7                 | 7                 |                               |                               |                               |                               |                   |                   |                   |                   |
|  |                   |                   | Portugal          | Portugal          | 2         | 2         |                   |                   |                               |                               |                               |                               |                   |                   |                   |                   |
|  | 1er B             | Portugal          | Portugal          | Portugal          | 2         | 2         | 8                 | 8                 |                               |                               |                               |                               |                   |                   |                   |                   |
|  | 1er B             | Portugal          |                   |                   |           |           |                   |                   |                               |                               |                               |                               |                   |                   |                   |                   |
|  | 2e A              | Suisse            | 0                 | 0                 |           |           |                   |                   |                               |                               |                               |                               |                   |                   |                   |                   |
|  | 2e A              | Suisse            | 0                 | 0                 | Portugal  | Portugal  | 9                 | 9                 | Match pour la troisième place | Match pour la troisième place | Match pour la troisième place | Match pour la troisième place |                   |                   |                   |                   |
|  | 15 septembre 2011 |                   |                   |                   | Portugal  | Portugal  | 9                 | 9                 | Match pour la troisième place | Match pour la troisième place | Match pour la troisième place | Match pour la troisième place |                   |                   |                   |                   |
|  |                   |                   | Argentine         | Argentine         | 7         | 7         |                   |                   | 17 septembre 2011             | 17 septembre 2011             | 17 septembre 2011             | 17 septembre 2011             |                   |                   |                   |                   |
|  | 1er C             | Argentine         | Argentine         | Argentine         | 7         | 7         | 8                 | 8                 | 17 septembre 2011             | 17 septembre 2011             | 17 septembre 2011             | 17 septembre 2011             |                   |                   |                   |                   |
|  | 1er C             | Argentine         |                   |                   |           |           |                   | 8                 |                               |                               | Italie                        | Italie                        | 3                 | 3                 |                   |                   |
|  | 2e D              | Allemagne         | 3                 | 3                 |           |           |                   |                   |                               |                               | Italie                        | Italie                        | 3                 | 3                 |                   |                   |
|  | 2e D              | Allemagne         | 3                 | 3                 | Argentine | Argentine | 2                 | 2                 |                               |                               |                               |                               |                   |                   |                   |                   |
|  |                   |                   |                   |                   |           |           |                   |                   |                               |                               |                               |                               |                   |                   |                   |                   |

|  | Matchs pour les places 5 à 8 | Matchs pour les places 5 à 8 |                        |       | Match pour la 5e place | Match pour la 5e place |
|  | Matchs pour les places 5 à 8 | Matchs pour les places 5 à 8 |                        |       | Match pour la 5e place | Match pour la 5e place |
|  |                              |                              |                        |       |                        |                        |
|  | 16 septembre 2011            | 16 septembre 2011            |                        |       | 17 septembre 2011      | 17 septembre 2011      |
|  | 16 septembre 2011            | 16 septembre 2011            |                        |       | 17 septembre 2011      | 17 septembre 2011      |
|  | France                       | 5                            |                        |       | 17 septembre 2011      | 17 septembre 2011      |
|  | France                       | 5                            |                        |       | 17 septembre 2011      | 17 septembre 2011      |
|  | Chili                        | 4                            |                        |       | 17 septembre 2011      | 17 septembre 2011      |
|  | Chili                        | 4                            | France                 | 2 (1) |                        |                        |
|  | 16 septembre 2011            |                              | France                 | 2 (1) |                        |                        |
|  |                              | Allemagne                    | 2 (3)                  |       |                        |                        |
|  | Allemagne                    | Allemagne                    | 2 (3)                  | 5     |                        |                        |
|  | Allemagne                    |                              |                        | 5     |                        |                        |
|  | Suisse                       | 3                            |                        |       |                        |                        |
|  | Suisse                       | 3                            | Match pour la 7e place |       |                        |                        |
|  |                              |                              |                        |       |                        |                        |
|  | 17 septembre 2011            |                              |                        |       |                        |                        |
|  |                              |                              |                        |       |                        |                        |
|  | Chili                        | 5                            |                        |       |                        |                        |
|  | Chili                        | 5                            |                        |       |                        |                        |
|  | Suisse                       | 4                            |                        |       |                        |                        |
|  | Suisse                       | 4                            |                        |       |                        |                        |

1. 1 2  Le score entre parenthèses correspond au score de la séance de tirs au but

## Classement final
| Place              | Équipe         |
| ------------------ | -------------- |
| Médaille d'or      | Espagne        |
| Médaille d'argent  | Portugal       |
| Médaille de bronze | Italie         |
| 4                  | Argentine      |
| 5                  | Allemagne      |
| 6                  | France         |
| 7                  | Chili          |
| 8                  | Suisse         |
| 9                  | Angola         |
| 10                 | Colombie       |
| 11                 | Angleterre     |
| 12                 | Afrique du Sud |
| 13                 | Autriche       |
| 14                 | États-Unis     |
| 15                 | Inde           |

## Meilleurs buteurs
| #  | Joueur           | Sélection | Buts |
| -- | ---------------- | --------- | ---- |
| 1  | Lucas Karschau   | Allemagne | 20   |
| 2  | Gonçalo Alves    | Portugal  | 17   |
| 3  | Andrea Brendolin | Italie    | 17   |
| 4  | Milan Brandt     | Allemagne | 14   |
| 4  | Gabriel Tudela   | Chili     | 14   |
| 6  | Robin Schulz     | Allemagne | 13   |
| 6  | Miguel Rocha     | Portugal  | 13   |
| 8  | Gonzalo Romero   | Argentine | 12   |
| 8  | Joao Beja        | Portugal  | 12   |
| 10 | Marc Julia       | Espagne   | 11   |

## Liens Externes
- Championnat du monde de rink hockey masculin juniors 2011 sur le site du HoqueiPatins.cat (ca)